# نابازیگر
نا بازیگر فیلمی به کارگردانی و نویسندگی حمیدرضا سنگیان و تهیه‌کنندگی السا فیروزآذر می‌باشد.

## داستان فیلم
آریا پنج سال است که هیچ فیلمنامه‌ای ننوشته و فیلمی را کارگردانی نکرده است. او که در روابط زناشویی خود دچار چالش شده است، قبول می‌کند تا بعد از مدت‌ها به کمک یکی از شاگردانش فیلمنامه‌ای سفارشی برای یک نابازیگر را بنویسد که قرار است سرمایه‌گذار فیلم باشد. آریا باید فیلمنامه‌ای بنویسید که هم به دل خودش بنشیند هم نابازیگر را راضی نگه دارد.

## بازیگران
- کتایون امیرابراهیمی... کتی جون
- آتش تقی‌پور... رفیق مرد آپاراتچی
- فرهاد جم... مسعود
- گیتی معینی... دستیار پشت‌صحنه
- رامین پرچمی... بازیگر معروف
- آتش تقی‌پور... رفیق مرد آپاراتچی
- زهره صفوی... مادر نابازیگر
- زهرا داوودنژاد... زهرا
- لیلا بوشهری... زن همسایه
- احمدرضا اسعدی... تهیه کننده
- جواد زیتونی ... حسین آقا
- منظر لشگری... مادر مسعود
- ستاره اسدی... دختر زهرا و مسعود
- ستاره حسینی... افسانه
- مهسا ایرانیان... بازیگر تازه‌ وارد
- محمد ساربان... بازیگر
- حمیدرضا سنگیان... آذرخش
- محمد حسین حسینی... نابازیگر
- داریوش اسقائی... منشی صحنه
- مهوش وقاری... مادر آذرخش
- شبیر پرستار... شبیر
- محمد رویا... طراح گریم
- هایده حائری... بازیگر معروف
- رضا بنفشه‌خواه... مسئول مجوز
- هوشنگ قوانلو... آپاراتچی